# ایندازول
ایندازول (به انگلیسی: Indazole) با فرمول شیمیایی C۷H۶N۲ یک ترکیب شیمیایی با شناسه پاب‌کم ۹۲۲۱ است. که جرم مولی آن ۱۱۸٫۱۴ g/mol می‌باشد. 